# Stenochironomus unictus
Stenochironomus unictus är en tvåvingeart som beskrevs av Henry Keith Townes, Jr. 1945. Stenochironomus unictus ingår i släktet Stenochironomus och familjen fjädermyggor. Inga underarter finns listade i Catalogue of Life.